# Tak tak (film)
Tak tak – polski film z 1991 roku w reżyserii Jacka Gąsiorowskiego.

## Fabuła
Akcja toczy się w latach siedemdziesiątych XX wieku. Główny bohater, 25-letni Marek (Zbigniew Zamachowski) cieszy się ogromnym powodzeniem u kobiet. Studiując na Sorbonie w Paryżu, poznaje piękną Francuzkę Karen, z którą nawiązują romans. Temperament dziewczyny sprawia, że Marek zapada na zdrowiu i powraca do Polski. W szpitalu uwodzi pielęgniarkę Zuzię, która zachodzi w ciążę.

## Obsada aktorska
- Zbigniew Zamachowski – Marek
- Monika Bolly – Zuzia
- Julie Japhet – Karen
- Maria Gładkowska – Krystyna
- Krystyna Tkacz – Flora
- Małgorzata Potocka – pani redaktor
- Karina Szafrańska – Ewa
- Grzegorz Warchoł – naczelny
- Katarzyna Żak – aktorka w spektaklu telewizyjnym
- Aleksandra Zawieruszanka – matka Zuzi
- Piotr Machalica – Jan Miksiński
- Anna Ciepielewska – Fanny, ciotka Karen
- Małgorzata Foremniak – kobieta na przyjęciu w Nowym Jorku
- Mirosław Kowalczyk

## Produkcja
Zdjęcia kręcono w Warszawie (telewizja, Okęcie), Sopocie (molo), Nowym Jorku i Paryżu.